# Vatnajökull

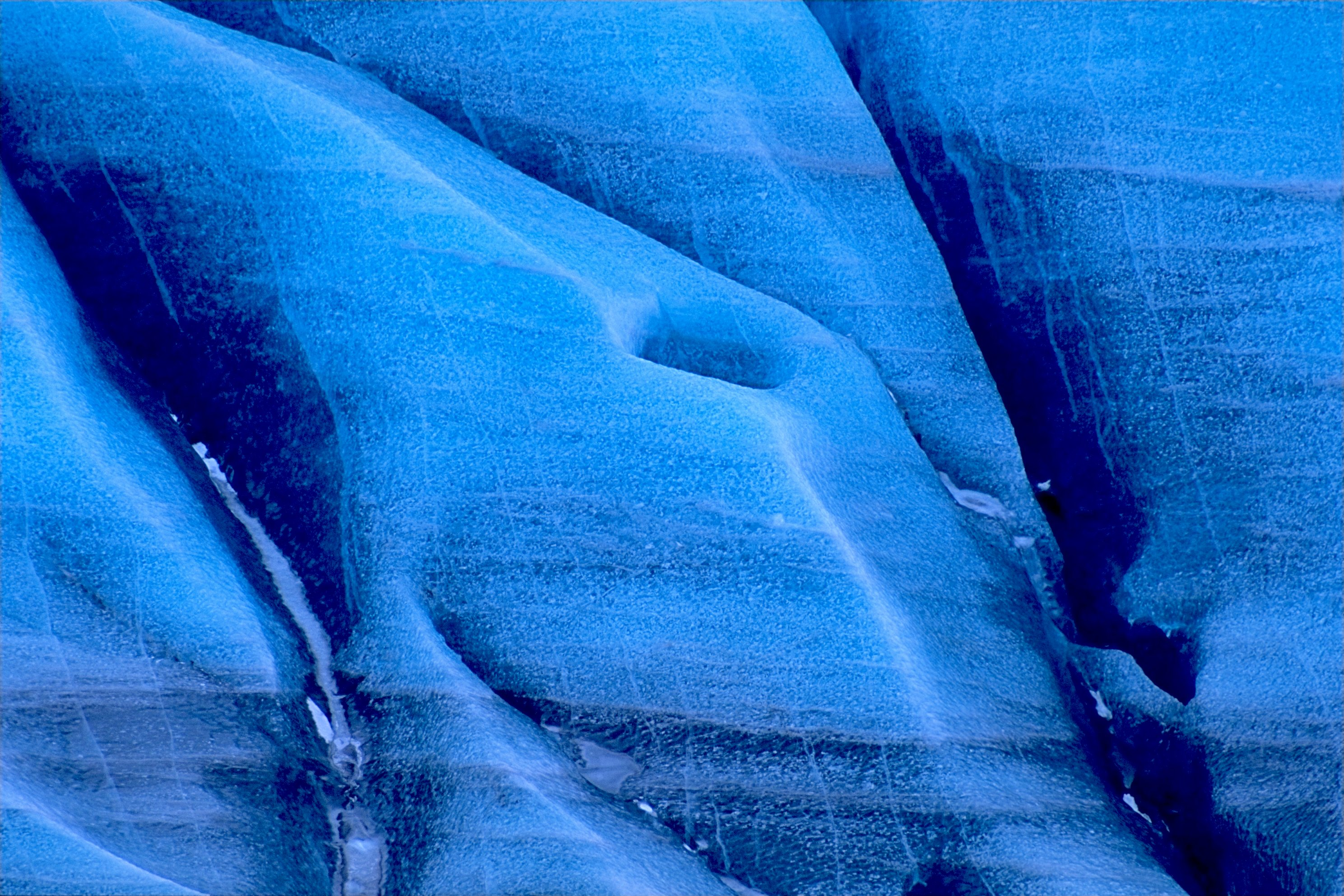
Vatnajökull

Vatnajökull (tidigare Klofajökull) är Europas största glaciär (7 700 km²), och är belägen på sydöstra delen av Island i ett geologiskt aktivt område. Under isen ligger vulkaner vilkas utbrott orsakar så kallade jökellopp. Den mest kända av dessa vulkankratrar är Grímsvötn en bit in i den västra delen. Runt Grímsvötn ligger flera andra vulkaner, på den sydvästra delen av Vatnajökull finns berget Þórðarhyrna, i nordväst finns Bárðarbunga som ligger helt under isen och får glaciären att bilda en kupolformad upphöjning. Mitt på nordsidan av glaciären finns Kverkfjöll. I den södra delen hänger Vatnajökull ihop med Öræfajökull, som även är en vulkan med samma namn och vars topp Hvannadalshnjúkur är Islands högsta berg (2 119 m). Nordost om Hvannadalshnjúkur finns Esjufjöll. Väster om Öræfajökull finns glaciärtungan Skeiðarárjökull. Vatnajökull är den största glaciären både till ytan och till omfånget och den tredje största glaciären i Europa räknat efter ytan. Glaciärens höjd är generellt 1 400 till 1 800 meter över havets yta. 
Vatnajökull ligger i Vatnajökulls nationalpark, som omfattar hela glaciären och betydande områden omkring denna.

## Populärkultur
- I filmen Batman Begins spelades bergsscenerna in runt Vatnajökull.